# Bistum Encarnación
Das Bistum Encarnación (lat.: Dioecesis Sanctissimae Incarnationis, span.: Diócesis oder Obispado de Encarnación) ist eine in Paraguay gelegene römisch-katholische Diözese mit Sitz in Encarnación.

## Geschichte
Das Bistum Encarnación wurde am 21. Januar 1957 durch Papst Pius XII. aus Gebietsabtretungen des Bistums Concepción (Paraguay) und des Bistums Villarrica als Territorialprälatur Encarnación y Alto Paraná errichtet. Die Territorialprälatur wurde dem Erzbistum Asunción als Suffragan unterstellt. Am 25. März 1968 wurde die Territorialprälatur Encarnación y Alto Paraná in die Territorialprälaturen Encarnación und Alto Paraná geteilt.
Die Territorialprälatur Encarnación wurde am 19. April 1990 zum Bistum erhoben.

## Ordinarien

### Prälaten von Encarnación y Alto Paraná
- Johannes Wiesen SVD, 1957–1968

### Prälaten von Encarnación
- Johann Bockwinkel SVD, 1968–1987
- Jorge Adolfo Carlos Livieres Banks, 1987–1990

### Bischöfe von Encarnación
- Jorge Adolfo Carlos Livieres Banks, 1990–2003
- Ignacio Gogorza Izaguirre SCI. di Béth., 2004–2014
- Francisco Javier Pistilli Scorzara ISch, seit 2014